# Le Golem
Le Golem é um filme de terror e fantasia tcheco-francês de 1936 dirigido por Julien Duvivier.